# 梅謙次郎
梅 謙次郎（1860年7月24日—1910年8月26日）是日本明治時代的法學家，專長為民法，有「日本民法之父」之稱號。梅謙次郎曾任東京帝國大學法律系教授、法科大學長；他不僅是日本民法、商法的起草委員，亦是日本法政大學的創校者。

## 生平
梅謙次郎於万延元年(1860)年出生於出雲國的松江藩，即今天的島根縣松江市，父親是當地名醫。梅謙次郎自幼及展露非凡的才華：13歲與家人到東京後，隔年便考入東京外國語大學法文系，二十歲那年以第一名的成績畢業；同年(1880年)進入東京帝國大學法律系的前身司法省法學校，四年後又以首席畢業，得法學士學位。
根據法政大學的史料記載，司法省法學校的時代，梅謙次郎不僅一直佔據第一名，單週還能熟記超過300頁的原文法文法學教科書，結果於考試時由於答案與教科書太過相似，反而被扣分；由於成績太過出類拔萃，儘管畢業考時因病缺考，依然以第一名畢業。1884年畢業，並在司法省任翻譯一年後，梅謙次郎於1886年2月以公費生身份抵達法國里昂，入里昂大學；三年後復以最優成績獲博士學位(docteur en droit)，其畢業論文《和解論》(De la transaction)講述古羅馬的爭端解決機制，並兼論其在法國民法中的適用。《和解論》不僅獲得當地里昂市政府的公費出版，其中的理論更成發展為今日法國民法的通說。畢業後的梅謙次郎前往德國柏林大學進修，並於返國後擔任東京帝國大學法律系教授。1899年起，他擔任「和佛法律学校」的校長，並於1903年將之改制為法政大學，升任首任校長。
梅謙次郎在改制法政大學後，於1904年增設法政大学清国留学生法政速成科，革命的要角如鄒容、陳天華，乃至於宋教仁、沈鈞儒、胡漢民、汪精衛等人均為他的學生。據統計，他教過的中國學生達1042人。汪精衛曾因成績優良，被梅謙次郎舉為「首席」學生；當時清廷駐日公使向他抗議，主張革命黨人不應列為模範，然梅謙次郎全然不予理會。
1906年起受伊藤博文之邀請，擔任韓國的最高法律顧問，負責韓國法律的草創工作，從此來往日本與韓國之間，直到1910年因傷寒而死於首爾，享年五十歲，後葬於東京護國寺。

## 功績
梅謙次郎師承法國法上的註釋學派(École de l'Exégèse)，強調對法條文義嚴謹的註釋，以防法官恣意曲解而影響法安定性。他雖然英年早逝，但仍是日本法學史上最多產的學者之一；受到註釋學派的影響，他的著作多以法條注釋書的方式呈現，代表性的著作為出版於1896年至1900年間的巨著《民法要義》，依序有總則、物權、債權、親屬與繼承五卷，總頁數達三千頁，為日本民法學的權威開山之作。
由信山社出版的《民法要義》五卷日文原版現已電子化，可參考以下連結：
- 『初版總則篇』
- 『初版物權篇』
- 『初版債權篇』
- 『初版親族篇』
- 『初版相続篇』